# 아프가니스탄의 러시아인
아프가니스탄의 러시아인들은 아프가니스탄에 거주하는 러시아인들을 의미한다. 아프가니스탄에 거주하는 러시아인들의 수는 1,500명이다.

## 역사
이들은 1960년대와 1970년대에 있었던 소련과 아프가니스탄의 협력으로 대략 1만명의 러시아인 국외거주자기술자, 통역사들, 건설노동자들, 그리고 아프가니스탄에 거주하고 있는 다른 비슷한 기술자들, 소비에트 연방의 아프가니스탄 침공 전날에 의해 1만 5,000명으로 늘어난 수치가 있었다. 하지만 이들은 주로 전쟁 기간 또는 후에 아프가니스탄을 떠났다. 일부 러시아어 미디어가 있었지만, 탈레반 정부 시절에 탈레반에 의해 폐쇄되었다.

## 같이 보기
- 아프가니스탄의 인구

## 참고 문헌
1. ↑  Naumov, Alexander (2009-07-05), "The Russian Diaspora in Afghanistan", Russian Diaspora Communities, Russkiy Mir Foundation,  보관됨 2010-04-13 - 웨이백 머신, retrieved 2009-07-29